# Khadija Ahadi
Khadija Ahadi es una periodista afgana, subdirectora de la emisora Radio Faryad, en la provincia de Herat. Conduce dos programas radiofónicos críticos con el gobierno, y denuncia que está siendo perseguida por los servicios de inteligencia del país. 
El director de la emisora, Khalil Amiri, afirmó que a finales del mes de abril de 2008 Ahadi se escondió después de que su casa fuese atacada dos veces con granadas de mano y recibiese varias amenazas de muerte. Debido al activismo de la emisora su director afirma que fue detenido por los servicios secretos afganos y fue dejado en libertad gracias a la presión realizada por diversas asociaciones de prensa y la ONU. Tras emitir unas declaraciones del responsable de los servicios de inteligencia afganos que éste había prohibido emitir, empezaron los ataques contra la periodista.